# 萊茵邦聯
萊茵邦聯（德語：Rheinbund），又译萊茵聯盟，是德国历史上的一个邦联，存在于1806年—1813年，首都为法兰克福。
该邦联是剔除了奥地利和普魯士之外的所有德意志小邦之集合，有超過1500萬的人口，其中絕大多數人為德意志人。它由各種德意志邦国拼凑而來，拿破仑打败神聖羅馬帝國後，命令16個德意志小邦退出神罗并加入一个亲法国的聯盟，随後神罗境内的300多個小邦也效倣這種行為。因为小邦国的数量太多、难以管理，所以拿破仑将它们合併成19個面積中等的邦国，这19个邦国的联盟即本条目的“莱茵邦联”。
在神聖羅馬帝國被奥地利皇帝弗朗茨一世解散後，拿破崙将剩餘的旧帝国领土收纳在“萊茵邦聯”的框架之下。萊茵邦联也是法兰西第一帝國所掌控的眾多僕從國（附屬國的一種）之一，作為保護法國東部的一道屏障，由法國皇帝拿破崙一世親自擔任護國主。拿破崙下台後，萊茵聯邦在1815年被《維也納會議》廢除，與奧地利帝国、普魯士王国一起合併为日耳曼邦聯，但各德意志邦國的邊界只進行了細微調整，其它架構基本維持不變。

## 組成
1805年俄國亞歷山大一世及奧地利弗朗茨一世於奧斯特利茨戰役敗於拿破崙之後，1806年7月12日，通過簽署萊茵邦聯條約，16個在法國保護下，包括列支敦士登、巴伐利亞、符騰堡和巴登在内的萊茵河兩岸的德意志南部、中西部邦国，脫離了神聖羅馬帝國，而建立了一個新的政治聯合體称萊茵邦聯。邦聯在法蘭克福設兩院制議會，拿破崙自立為護國主，並由護國主支配邦聯的外交和國防；協議同時規定，在發生戰爭時，邦聯有義務向護國主拿破侖提供一定數量的軍隊。8月6日，已自称奧地利皇帝的弗朗茨一世宣佈放棄神聖羅馬皇帝的稱號，神聖羅馬帝國滅亡。在接著的數年，有再多23個邦国加入；弗朗茨一世的哈布斯堡王朝只能統治帝國剩下的領土奧地利。德意志地區內只有奧地利、普魯士、丹麥控制的荷爾斯泰因和瑞典的波美拉尼亞地區未加入邦聯，而且不計算併入法國的萊茵河西岸和艾爾福特。
根據條約，邦聯平常由一個憲法權力的組織管理，但邦聯各邦國都擁有獨立的主權。 
邦聯亦是一個軍事同盟：各邦有義務向拿破崙提供一定數量的軍隊助戰。作為回報，統治這些邦國的王公將被給予較高地位：巴登、黑森、维尔茨堡和贝格升為大公國，而符騰堡和巴伐利亞則升為王國。其他邦國亦可以與其他前神聖羅馬帝國的邦國合併而得到擴展。
1806年10月14日的耶拿会战普魯士王国敗於法國後，很多中小德意志邦國都加入邦聯。1808年邦聯達到最大的版圖，包括3個王國、13個公國、17個侯國、及漢堡、呂貝克和不萊梅三個漢薩同盟城市。 
1810年德意志西北部大片地區被迅速合併到法蘭西第一帝國，以便監控對英國的禁運，令封鎖英國的大陸封鎖能夠順利推行。
1813年10月中旬，拿破侖在莱比锡战役中被打敗，撤退到萊茵河西岸，失去保護的聯盟内各邦国為了自身的利益，很快就倒向了反法同盟一方。10月31日，邦聯正式解體。

## 成员列表

### 1806年7月12日的创始成员：
1. 巴伐利亚王国
2. 符騰堡王国
3. 德意志帝國選帝侯和大書記官領（雷根斯堡亲王國、阿沙芬堡亲王國），1810年后为  法兰克福大公国
4. 巴登大公国，前身为巴登选侯国
5. 贝爾格大公国
6. 阿伦贝格公国，1811年并入法兰西帝国
7. 拿骚-乌辛根侯国，1806年8月30日与拿骚-魏尔堡合并为拿骚公国
8. 拿骚-魏尔堡侯国，1806年8月30日与拿骚-乌辛根合并为拿骚公国
9. 霍亨索伦-黑兴根侯国
10. 霍亨索伦-锡格马林根侯国
11. 萨尔姆-萨尔姆侯国，1810年并入法兰西帝国
12. 萨尔姆-基尔堡侯国，1810年并入法兰西帝国
13. 伊森堡-比尔施泰因侯国
14. 列支敦斯登侯国
15. 黑森-达姆施塔特领地伯国，1806年8月14日升格为黑森-达姆施塔特大公国
16. 莱延伯国，1806年7月12日升格为莱延侯国

### 后来加入的成员：
1. 维尔茨堡大公国 （1806年9月25日加入）
2. 萨克森王国 （1806年12月11日加入）
3. 萨克森-魏玛-艾森纳赫公国 （1806年12月15日加入）
4. 萨克森-哥达-阿尔滕堡公国 （1806年12月15日加入）
5. 萨克森-迈宁根公国 （1806年12月15日加入）
6. 萨克森-希尔德堡豪森公国 （1806年12月15日加入）
7. 萨克森-科堡-萨费尔德公国 （1806年12月15日加入）
8. 安哈尔特-德绍公国 （1806年12月15日加入）
9. 安哈尔特-贝恩堡公国 （1806年12月15日加入）
10. 安哈尔特-科滕公国 （1806年12月15日加入）
11. 利珀-代特莫尔德侯国 （1807年4月18日加入）
12. 绍姆堡-利珀侯国 （1807年4月18日加入）
13. 罗伊斯-格莱茨侯国 （1807年4月18日加入）
14. 罗伊斯-施莱茨侯国 （1807年4月18日加入）
15. 罗伊斯-罗本施泰因侯国 （1807年4月18日加入）
16. 罗伊斯-埃贝尔斯多夫侯国 （1807年4月18日加入）
17. 施瓦茨堡-鲁多尔施塔特侯国 （1807年4月18日加入）
18. 施瓦茨堡-松德斯豪森侯国  （1807年4月18日加入）
19. 瓦尔德克侯国 （1807年4月18日加入）
20. 威斯特法仑王国 （1807年12月7日加入）
21. 梅克伦堡-施特雷利茨公国 （1808年2月10日加入）
22. 梅克伦堡-什未林公国 （1808年3月22日加入）
23. 奥尔登堡公国 （1808年10月14日加入，1810年12月13日并入法兰西帝国）

## 影響
在萊茵邦聯解散後，直至1813年10月21日德意志邦聯成立之前，唯一一個嘗試聯結德意志地區各邦國的政治團體為「中央行政議會」（德語：Zentralverwaltungsrat）的組織，主席是海因里希·弗里德里希·卡爾·馮·施泰因帝國男爵（1757年-1831年）。1815年6月20日這個議會被解散。    
西元1814年5月30日巴黎和約確立各德意志邦國的獨立性。西元1815年的維也納會議重劃了歐洲大陸的政治地圖。但其實德意志地區內的眾個邦國的邊界只有些微的變動，而後來成立的德意志邦聯亦包括了大部分前萊茵邦聯的加盟國。